# Laeops pectoralis
Laeops pectoralis és un peix teleosti de la família dels bòtids i de l'ordre dels pleuronectiformes.

## Morfologia
Pot arribar als 19 cm de llargària total.

## Distribució geogràfica
Es troba a les costes de Kenya, Moçambic i Sud-àfrica.